# Lippia acuminata
Lippia acuminata là một loài thực vật có hoa trong họ Cỏ roi ngựa. Loài này được C.Wright ex Griseb. mô tả khoa học đầu tiên năm 1866.